# Zosterops citrinella
Zosterops citrinella — вид воробьиных птиц из семейства белоглазковых (Zosteropidae). Выделяют четыре подвида.

## Распространение
Обитают на Малых Зондских островах и на севере австралийского полуострова Кейп-Йорк. Живут в субтропических или тропических равнинных, а также мангровых лесах.

## Описание
Длина тела 10-11 см. Корона и верхняя сторона тела бледно-оливково-желтые. Горло, верх грудки и подхвостье бледно-желтые. Нижняя сторона светло-серая.
Клюв черновато-серый. Ноги тёмно-голубовато-серые. Самцы и самки похожи. Неполовозрелые птицы более бледные, чем взрослые особи.

## Биология
В рацион входят насекомые и ягоды. Эти птицы часто формируют стайки и группы.

## Охранный статус
МСОП присвоил виду охранный статус LC.